# SDSS J122859.93+104032.9
SDSS J122859.93+104032.9 (abbreviato in SDSS J1228+1040) è una nana bianca circondata e contaminata da un disco di detriti. Almeno un planetesimo, SDSS J1228+1040 b, che misura tra un chilometro e alcune centinaia di chilometri, è stato scoperto all'interno di questo disco con un periodo orbitale di 123 min. Potrebbe trattarsi del residuo del nucleo di un vecchio pianeta distrutto durante le fasi finali della vita della stella. 
Il disco di detriti, di forma asimmetrica e con movimento di precessione, si ritiene possa essersi formato in seguito alla distruzione di un asteroide avvicinatosi troppo alla nana bianca e fatto a pezzi dalle forze di marea.